# Croton tenellus
Croton tenellus är en törelväxtart som beskrevs av Johannes Müller Argoviensis. Croton tenellus ingår i släktet Croton och familjen törelväxter. Inga underarter finns listade i Catalogue of Life.